# Vytautas Kernagis
Vytautas Kernagis (19. května 1951 Vilnius – 15. března 2008 Vilnius) byl litevský zpěvák, herec a konferenciér.

## Život
Vystudoval Litevskou akademii hudby a divadla ve Vilniusu a pak Ruskou akademii divadelního umění v Moskvě. Byl členem hudebních skupin Aisčiai a Rupūs miltai a průkopníkem hnutí hippies v Sovětském svazu. Účinkoval v představení Jesus Christ Superstar i v první litevské rockové opeře Velnio nuotaka, která vznikla podle předlohy Kazyse Boruty. V roce 1979 založil kabaret Tarp girnų. Vystupoval také sólově jako bard, složil okolo dvou set písní, zhudebňoval poezii Sigitase Gedy a Juozase Erlickase. Od roku 1985 vedl soubor Dainos teatras. Uváděl televizní soutěže Kas laimės milijoną?, Žvaigždžių duetai a Paskutinis šansas. V roce 2008 mu byla udělena Litevská národní cena za kulturu a umění. Zemřel v 56 letech na rakovinu žaludku a je pohřben na Antakalniském hřbitově. Po umělcově smrti byla založena nadace pečující o jeho odkaz. Ve městě Nida byla odhalena jeho socha, kterou vytvořil Romualdas Kvintas, Andrius Lekavicius o něm natočil dokumentární film.
Jeho otcem byl herec Aleksandras Kernagis. Jeho syn Vytautas Kernagis mladší je poslancem za Vlastenecký svaz.

## Diskografie
- Akustinis (1978)
- Baltojo nieko dainelės (1979)
- Vytautas Kernagis (1979)
- Vytautas Kernagis Čikagoje (1985)
- Keistumas (1991)
- Dainos teatras – Abėcėlė (1993)
- Vaikai vanagai (1994)
- Baltas paukštis (1998)
- Teisingos dainos (2003)
- Dainos teatras (2006)
- Pirmieji (2010)

## Filmografie
- Kai aš mažas buvau (1968)
- Mažoji išpažintis (1971)
- Atsiprašau (1982)
- Kažkas atsitiko (1986)
- Anastasija (2006)